# Pinochetismo
Il pinochetismo è un movimento politico personalista cileno di estrema destra, conservatore, fascista, nazionalista, autoritario, anticomunista, militarista, patriottico e neoliberista. Il nome deriva dal generale Augusto Pinochet, il dittatore che governò il Cile dal 1973 al 1990.
Il termine, declinato anche come "regime pinochetista" può descrivere anche il governo dittatoriale del Cile di Pinochet, instauratosi con il golpe cileno del 1973.

## Collocazione nella politica cilena

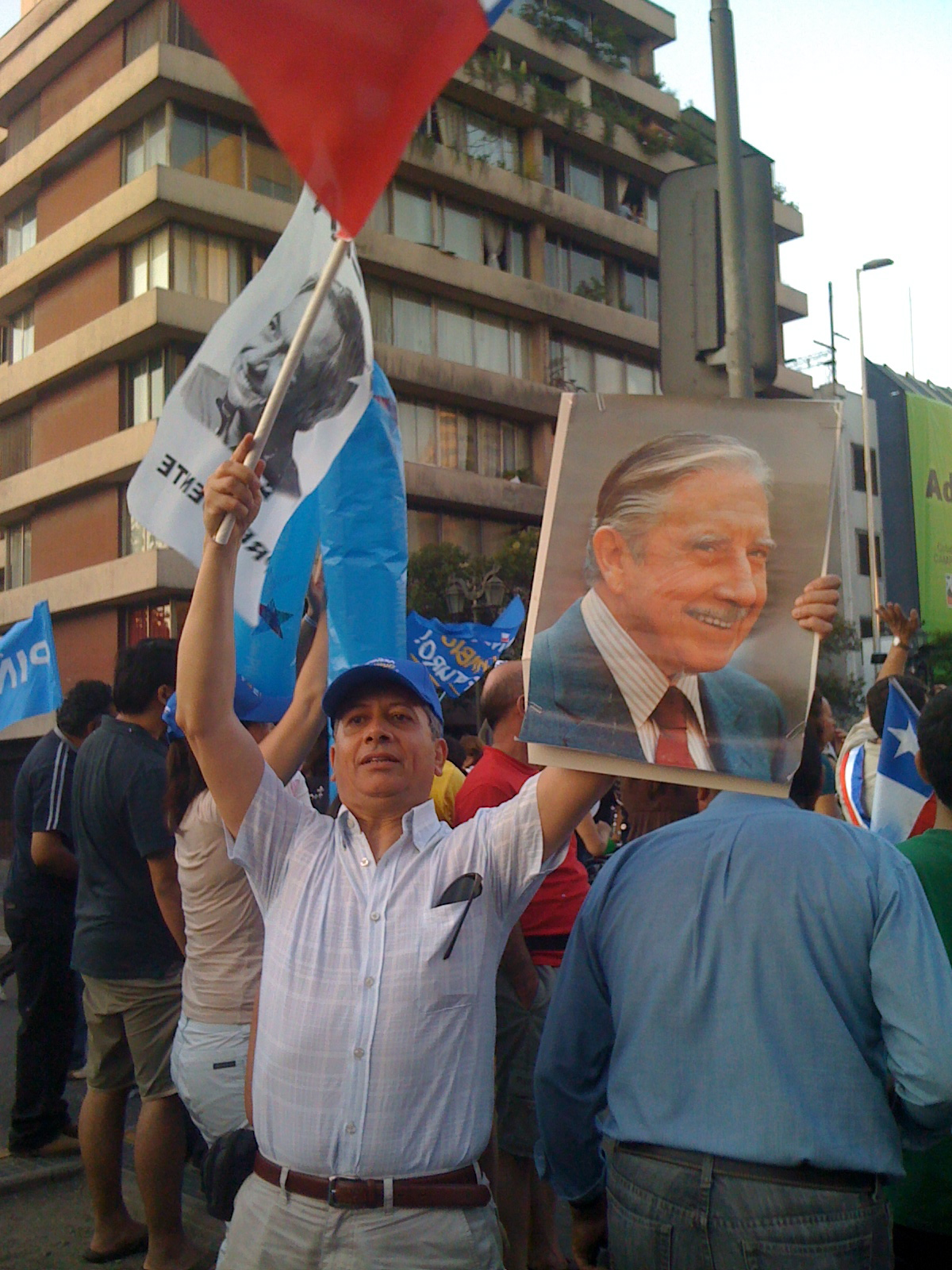
Sostenitori di Sebastián Piñera innalzano ritratti di Pinochet e dello stesso Piñera.

I suoi precedenti storici sono il gremialismo, che fondeva corporativismo e liberismo, e il gruppo neofascista e nazionalista Patria y Libertad, che sostennero il golpe.
Il pinochetismo esalta il Cile, la libertà d'impresa, l'antisemitismo complottista come lotta alla sinistra globalista considerata dalla destra cilena "ebraica" e anticristiana, l'autorità, la terza via gremialistica, la "democrazia protetta" teorizzata nella Costituzione pinochetista scritta da Jaime Guzman (un cattolico conservatore schmittiano), il culto della personalità del generale (quasi assente all'epoca del regime) e il ruolo delle forze armate come asse portante della società
I seguaci dell'eterogeneo movimento, considerano Pinochet come il salvatore e il padre della Patria, per aver abbattuto violentemente il governo socialista di Salvador Allende e aver eliminato l'opposizione comunista. Essi considerano il golpe cileno del 1973 come una guerra civile, tendendo a minimizzare il numero dei morti e dei desaparecidos, e comunque discolpando il generale, poiché considerano ciò come una situazione d'emergenza dovuta al particolare momento storico.

## Rapporti con la Chiesa
Il pinochetismo ha avuto un rapporto complesso con la Chiesa, perché da un lato promosse i valori tradizionali della chiesa come matrimonio o famiglia, ma per il resto mantenne una lotta con la gerarchia della Chiesa cattolica, che accusò di essere uno "strumento del comunismo internazionale" e che ha protetto i perseguitati dal regime; il rapporto con il cardinale Raúl Silva Henríquez era molto difficile: egli era chiamato "lacchè di Mosca". In questo periodo alcuni sacerdoti furono espulsi, altri erano costantemente molestati e alcuni sono stati perseguitati, torturati e uccisi.
Il regime militare promosse i valori tradizionali, ma mantenne il carattere laico dello Stato del Cile, in quanto alcuni membri del governo non erano cattolici (molti ufficiali militari erano luterani di origine tedesca, e ci sono stati alcuni ministri e diversi rappresentanti ebrei e massoni; anche Pinochet, secondo alcuni, fu apprendista dell'ordine in cui il padre occupava una posizione importante). Entro la fine del regime militare nel 1989 e su esplicita richiesta dell'ammiraglio José Toribio Merino, cattolico, che rappresentava il ramo più conservatore delle forze armate, è stato abolito l'aborto "terapeutico". Pinochet fu comunque un cattolico tradizionale, preconciliare; stimava molto mons. Marcel Lefebvre, che invitò più volte in Cile e lo storico ebreo Mosse definì il pinochetismo, con le sue persecuzioni antisemite, una sintesi moderna di nazismo e cattolicesimo conservatore
Pinochet intervenne a celebrazioni della Chiesa Evangelica, diventando il primo presidente cileno per partecipare al Te Deum dei luterani.
Il papa Giovanni Paolo II visitò il Cile, affacciandosi al balcone con Pinochet nel 1987, visita organizzata dall'allora nunzio apostolico Angelo Sodano e nel 1993 gli spedì gli auguri per il 50º anniversario di matrimonio.

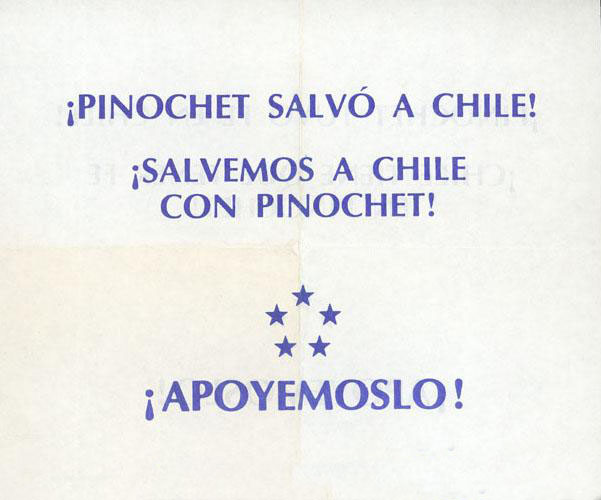
Copertina di un opuscolo propagandistico del regime

## Partiti politicipinochetisti
Come previsto dalla costituzione cilena del 1980, dal 1987 fu di nuovo possibile ricostituire i partiti politici in Cile.
In occasione del plebiscito cileno del 1988 per decidere se concedere ulteriori otto anni alla presidenza della repubblica per Pinochet, si schierarono per il dittatore: Avanzada Nacional (AN), Democracia Radical (DR), Gran Frente Cívico de Chile, Partido del Sur (SUR), Partido Democrático de Chile (PADECH), Partido Liberal Demócrata de Chile (PLD), Partido Nacional (PN), Partido Socialdemócrata (PSD), Renovación Nacional (RN), Unión Demócrata Independiente (UDI). Il "Si" ottenne il 44,01 % dei voti e quindi l'anno successivo si tennero le nuove elezioni presidenziali. La galassia dei partiti filopinochet, entrò con UDI e RN, nella coalizione Aliancia y Progreso che sostenne Hernan Buchi, ministro delle finanze del governo Pinochet, che però ottenne solo il 29,40%. Un Movimiento Independiente Pinochetista esistette dal 1987 al 1989.

### Partiti "pinochetisti" odierni
Esistono, sulla scena politica cilena, partiti strettamente pinochetisti, situati all'estrema destra del panorama politico, come Azione Pinochetista Unitaria (APU) detto anche Partito di Liberazione Nazionale (PLN), fondato da Gonzalo Townsend, nipote (figlio della sorella) di Pinochet, e suo ex segretario personale.
Nel 2012 il governo conservatore di Sebastian Piñera, è stato accusato di promuovere il revisionismo e il negazionismo nei confronti della dittatura pinochetista: in particolare il Ministero dell'Istruzione ha ordinato di cancellare la parola "dittatura" per descrivere il periodo di Pinochet nei libri di scuola elementare. Le disposizioni definiscono il suo governo solo come "regime militare" (usato comunque anche dalla storiografia neutrale di lingua spagnola per definire il periodo pinochetista).